# Galatasaray Istanbul/Saison 1992/93
Die Saison 1992/93 von Galatasaray Istanbul war die 85. Saison in der Vereinsgeschichte und die 35. Saison in der türkischen Liga, der 1. Lig. Der Klub beendete die Saison auf dem 1. Platz und wurde zum neunten Mal türkischer Meister. Die Türkiye Kupası gewannen die Gelb-Roten zum zehnten Mal. Im UEFA-Pokal schied Galatasaray Istanbul in der 3. Runde aus.

## Personalien

### Kader
| Nat.                                           | Name                | Geburtsdatum  | im Verein seit | vorheriger Verein     |
| Torhüter                                       | Torhüter            | Torhüter      | Torhüter       | Torhüter              |
| ---------------------------------------------- | ------------------- | ------------- | -------------- | --------------------- |
| Turkei                                         | Nezih Ali Boloğlu   | 4. Aug. 1964  | 1990           | Gençlerbirliği Ankara |
| Turkei                                         | Hayrettin Demirbaş  | 26. Juni 1963 | 1986           | Afyonspor             |
| Abwehr                                         |                     |               |                |                       |
| Turkei                                         | Yusuf Altıntaş      | 7. Aug. 1961  | 1984           | Kocaelispor           |
| Turkei                                         | İsmail Demiriz      | 1. Apr. 1962  | 1984           | Gençlerbirliği Ankara |
| Turkei                                         | Bülent Korkmaz      | 24. Nov. 1968 | 1987           | eigene Jugend         |
| Turkei                                         | Mert Korkmaz        | 16. Aug. 1971 | 1990           | eigene Jugend         |
| Deutschland                                    | Reinhard Stumpf     | 26. Nov. 1961 | 1992           | 1. FC Kaiserslautern  |
| Mittelfeld                                     |                     |               |                |                       |
| Turkei                                         | Muhammed Altıntaş   | 30. März 1964 | 1986           | Edirnespor            |
| Turkei                                         | Okan Buruk          | 19. Okt. 1973 | 1991           | eigene Jugend         |
| Jugoslawien Sozialistische Föderative Republik | Fahredin Duraku     | 18. Juli 1966 | 1992           | FK Rad Belgrad        |
| Deutschland                                    | Falko Götz          | 26. März 1962 | 1992           | 1. FC Köln            |
| Turkei                                         | Hamza Hamzaoğlu     | 15. Jan. 1970 | 1991           | İzmirspor             |
| Turkei                                         | Suat Kaya           | 26. Aug. 1967 | 1992           | Konyaspor             |
| Turkei Bulgarien                               | Seyfettin Kurtulmuş | 19. Aug. 1973 | 1993           | Gebzespor             |
| Turkei                                         | Tugay Kerimoğlu     | 24. Aug. 1970 | 1987           | eigene Jugend         |
| Angriff                                        |                     |               |                |                       |
| Bulgarien Turkei                               | Şevket Candar       | 1. Jan. 1966  | 1991           | Lok Gorna Orjachowiza |
| Turkei                                         | Benhur Babaoğlu     | 29. März 1970 | 1993           | Siirtspor             |
| Turkei                                         | Arif Erdem          | 2. Jan. 1972  | 1991           | Zeytinburnuspor U21   |
| Deutschland                                    | Torsten Gütschow    | 28. Juli 1962 | 1992           | Dynamo Dresden        |
| Turkei                                         | Erdal Keser         | 20. Juni 1961 | 1989           | Sarıyer SK            |
| Turkei                                         | Mustafa Kocabey     | 6. Okt. 1974  | 1992           | eigene Jugend         |
| Turkei                                         | Hakan Şükür         | 1. Sep. 1971  | 1992           | Bursaspor             |
| Turkei                                         | Uğur Tütüneker      | 2. Aug. 1963  | 1986           | FC Bayern München     |

#### Transfers
| Zugänge | Abgänge |
| --- | --- |
| Sommer 1992 - Elvir Bolić (FK Roter Stern Belgrad) - Fahredin Duraku (FK Rad Belgrad) - Falko Götz (1. FC Köln) - Suat Kaya (Konyaspor) - Mustafa Kocabey (eigene Jugend) - Reinhard Stumpf (1. FC Kaiserslautern) - Hakan Şükür (Bursaspor) - Hüseyin Ürküten (Kayserispor) Winter 1992/93 - Benhur Babaoğlu (Siirtspor) - Torsten Gütschow (Dynamo Dresden) - Seyfettin Kurtulmuş (Gebzespor) | Sommer 1992 - Taner Alpak (Mersin İdman Yurdu) - Ceylan Arıkan (n. a.) - Metin Aydemir (n. a.) - Murat Bodur (n. a.) - Dominic Iorfa (Peterborough United) - Selahattin Gözoğlu (Fenerbahçe Istanbul) - Roman Kosecki (CA Osasuna) - Erhan Önal (Karriere beendet) - Yusuf Tepekule (Karşıyaka SK) a. - Hüseyin Ürküten (Kardemir Karabükspor) a. - Metin Yıldız (Mersin İdman Yurdu) - Mustafa Yücedağ (Fenerbahçe Istanbul) - Selçuk Yula (Karriere beendet) Winter 1992/93 - Elvir Bolić (Gaziantepspor) - Tayfun Hut (Aydınspor) - Iosif Rotariu (Bakırköyspor) |

## Spielkleidung
| Heim | Auswärts | Ausweich |

- Ausrüster: Umbro
- Trikotsponsor: Emek Sigorta / Show TV

## Saison
Alle Ergebnisse aus Sicht von Galatasaray Istanbul.
Die Tabelle listet alle 1.-Lig-Spiele des Vereins der Saison 1992/93 auf. Siege sind grün, Unentschieden gelb und Niederlagen rot markiert.

### 1. Lig
| ST | Datum              | Gegner                | Ort                              | Ergebnis  | Tor(e) für Galatasaray Istanbul | Karte(n) für Galatasaray Istanbul                                             |
| -- | ------------------ | --------------------- | -------------------------------- | --------- | --- | ----------------------------------------------------------------------------- |
| 01 | 23. August 1992    | Gençlerbirliği Ankara | 19 Mayıs Stadı, Ankara           | 3:0 (1:0) | 1:0 Keser (31.), 2:0 Keser (56.) 3:0 B. Korkmaz (81.)                                                                                       | Stumpf (24.), Buruk (45.)                                                     |
| 02 | 30. August 1992    | Altay Izmir           | Ali Sami Yen Stadyumu, Istanbul  | 1:2 (0:2) | 1:2 Götz (67. Foulelfmeter) | keine                                                                         |
| 03 | 6. September 1992  | Karşıyaka SK          | Atatürk Stadı, Izmir             | 2:1 (1:0) | 1:0 Hamzaoğlu (20.), 2:0 Bolić (53.) | Götz (4.), Demirbaş (89.)                                                     |
| 04 | 12. September 1992 | Aydınspor             | Ali Sami Yen Stadyumu, Istanbul  | 1:0 (0:0) | 1:0 Kocabey (74.) | keine                                                                         |
| 05 | 26. September 1992 | Kayserispor           | Atatürk Stadı, Kayseri           | 1:1 (0:1) | 1:1 Şükür (58.) | keine                                                                         |
| 06 | 4. Oktober 1992    | Trabzonspor           | Ali Sami Yen Stadyumu, Istanbul  | 1:1 (0:0) | 1:0 Şükür (71.) | Tütüneker (24.), Götz (78.), Demirbaş (90.), Tütüneker (24.), Kerimoğlu (27.) |
| 07 | 11. Oktober 1992   | Bakırköyspor          | Ali Sami Yen Stadyumu, Istanbul  | 1:0 (1:0) | 1:0 Götz (42. Foulelfmeter) | keine                                                                         |
| 08 | 17. Oktober 1992   | Bursaspor             | Ali Sami Yen Stadyumu, Istanbul  | 4:2 (0:1) | 1:1 Kocabey (55.), 2:2 Kocabey (82.), 3:2 Şükür (86.), 4:2 Kocabey (89.)                                                                    | Candar (1.), B. Korkmaz (75.)                                                 |
| 09 | 31. Oktober 1992   | Gaziantepspor         | Kamil Ocak Stadı, Gaziantep      | 5:0 (2:0) | 1:0 Götz (18.), 2:0 Kocabey (28.), 3:0 Bolić (76.), 4:0 Şükür (79.), 5:0 Götz (89.)                                                         | Stumpf (20.)                                                                  |
| 10 | 8. November 1992   | Fenerbahçe Istanbul   | Ali Sami Yen Stadyumu, Istanbul  | 0:1 (0:0) | keine | B. Korkmaz (31.), Götz (60.), Buruk (75.), Stumpf (62.)                       |
| 11 | 14. November 1992  | Sarıyer SK            | Fenerbahçe Stadı, Istanbul       | 0:0       | keine | Şükür (70.)                                                                   |
| 12 | 29. November 1992  | Konyaspor             | Atatürk Stadı, Konya             | 1:0 (1:0) | 1:0 Keser (8.) | Keser (31.)                                                                   |
| 13 | 5. Dezember 1992   | Beşiktaş Istanbul     | İnönü Stadı, Istanbul            | 3:1 (1:1) | 1:0 Şükür (34.), 2:1 Stumpf (65.), 3:1 Şükür (81.)                                                                                          | Y. Altıntaş (34.), Keser (63.), B. Korkmaz (82.) M. Altıntaş (54.)            |
| 14 | 20. Dezember 1992  | MKE Ankaragücü        | Ali Sami Yen Stadyumu, Istanbul  | 3:0 (2:0) | 1:0 Kocabey (5.), 2:0 Gütschow (41.), 3:0 Gütschow (58.)                                                                                    | keine                                                                         |
| 15 | 27. Dezember 1992  | Kocaelispor           | Ali Sami Yen Stadyumu, Istanbul  | 1:1 (0:1) | 1:1 Tütüneker (46.) | B. Korkmaz (15.)                                                              |
| 16 | 23. Januar 1993    | Gençlerbirliği Ankara | Ali Sami Yen Stadyumu, Istanbul  | 5:2 (2:0) | 1:0 Gütschow (2.) 2:0 Şükür (4.), 3:0 Y. Altıntaş (66.), 4:0 Hamzaoğlu (70.), 5:0 Y. Altıntaş (81.)                                         | M. Korkmaz (46.)                                                              |
| 17 | 31. Januar 1993    | Altay Izmir           | Atatürk Stadı, Izmir             | 0:1 (0:0) | keine | B. Korkmaz (62.), Keser (66.)                                                 |
| 18 | 7. Februar 1993    | Karşıyaka SK          | Ali Sami Yen Stadyumu, Istanbul  | 4:1 (2:0) | 1:0 Götz (13. Foulelfmeter), 2:0 Kerimoğlu (17.), 3:0 Şükür (66.), 4:1 Kocabey (88.)                                                        | Stumpf (18.), Y. Altıntaş (50.)                                               |
| 19 | 14. Februar 1993   | Aydınspor             | Adnan Menderes Stadı, Aydın      | 3:1 (2:1) | 1:0 Kocabey (12.), 2:1 Kocabey (34.), 3:1 Şükür (62.)                                                                                       | Y. Altıntaş (40.), Kaya (59.)                                                 |
| 20 | 20. Februar 1993   | Kayserispor           | Ali Sami Yen Stadyumu, Istanbul  | 4:2 (1:1) | 1:0 Stumpf (24.), 2:1 Kocabey (50.), 3:1 Götz (60.), 4:2 Kerimoğlu (89.)                                                                    | B. Korkmaz (33.), Candar (85.)                                                |
| 21 | 28. Februar 1993   | Trabzonspor           | Hüseyin Avni Aker Stadı, Trabzon | 0:1 (0:1) | keine | Kaya (78.)                                                                    |
| 22 | 13. März 1993      | Bakırköyspor          | Ali Sami Yen Stadyumu, Istanbul  | 3:0 (1:0) | 1:0 Şükür (21.), 2:0 Şükür (59.), 3:0 Şükür (66.)                                                                                           | Kerimoğlu (41.)                                                               |
| 23 | 20. März 1993      | Bursaspor             | Atatürk Stadı, Bursa             | 3:1 (0:1) | 1:1 Götz (61.), 2:1 Götz (76. Handelfmeter), 3:1 Erdem (79.)                                                                                | Stumpf (65.)                                                                  |
| 24 | 3. April 1993      | Gaziantepspor         | Ali Sami Yen Stadyumu, Istanbul  | 3:0 (1:0) | 1:0 Gütschow (35.), 2:0 Şükür (73.), 3:0 Candar (75.)                                                                                       | Keser (20.), Erdem (57.)                                                      |
| 25 | 11. April 1993     | Fenerbahçe Istanbul   | Fenerbahçe Stadı, Istanbul       | 4:1 (1:0) | 1:0 Gütschow (7.), 2:0 Kerimoğlu (50.), 3:0 Şükür (55.), 4:1 Kerimoğlu (76. Foulelfmeter)                                                   | M. Korkmaz (43.), Keser (59.)                                                 |
| 26 | 2. Mai 1993        | Sarıyer SK            | Ali Sami Yen Stadyumu, Istanbul  | 4:0 (0:0) | 1:0 Götz (50.), 2:0 Gütschow (64.), 3:0 Şükür (75.), 4:0 Şükür (86.)                                                                        | Stumpf (27.)                                                                  |
| 27 | 9. Mai 1993        | Kocaelispor           | İsmetpaşa Stadyumu, İzmit        | 0:0       | keine | Erdem (56.), Stumpf (58.)                                                     |
| 28 | 16. Mai 1993       | Konyaspor             | Ali Sami Yen Stadyumu, Istanbul  | 5:0 (0:0) | 1:0 Şükür (33.), 2:0 Götz (63.), 3:0 Gütschow (75.), 4:0 Kerimoğlu (78.), 5:0 Tütüneker (80.)                                               | Kerimoğlu (45.)                                                               |
| 29 | 22. Mai 1993       | Beşiktaş Istanbul     | Ali Sami Yen Stadyumu, Istanbul  | 1:1 (1:1) | 1:0 Şükür (5.) | Hamzaoğlu (8.), Gütschow (78.)                                                |
| 30 | 30. Mai 1993       | MKE Ankaragücü        | 19 Mayıs Stadı, Ankara           | 8:0 (5:0) | 1:0 Erdem (6.), 2:0 Götz (9.), 3:0 Gütschow (28.), 4:0 Gütschow (32.), 5:0 Gütschow (34.), 6:0 Şükür (46.), 7:0 Erdem (49.), 8:0 Götz (70.) | Erdem (31.)                                                                   |

### Türkiye Kupası
| Runde                | Datum             | Gegner       | Ort                              | Ergebnis  | Tor(e) für Galatasaray Istanbul                                         | Karte(n) für Galatasaray Istanbul                    |
| -------------------- | ----------------- | ------------ | -------------------------------- | --------- | ----------------------------------------------------------------------- | ---------------------------------------------------- |
| Achtelfinale         | 23. Dezember 1992 | Bartınspor   | Şehir Stadı, Bartın              | 4:1 (1:0) | 1:0 Gütschow (5.), 2:0 Keser (50.), 3:1 Şükür (66.), 4:1 Gütschow (68.) | keine                                                |
| Viertelfinale        | 27. Januar 1993   | Dardanelspor | Ali Sami Yen Stadyumu, Istanbul  | 2:0 (0:0) | 1:0 Keser (61.), 2:0 Keser (66.)                                        | Keser (20.)                                          |
| Halbfinale-Hinspiel  | 10. Februar 1993  | Trabzonspor  | Ali Sami Yen Stadyumu, Istanbul  | 3:0 (1:0) | 1:0 Kocabey (34.), 2:0 Kerimoğlu (62.), 3:0 Götz (67. Foulelfmeter)     | keine                                                |
| Halbfinale-Rückspiel | 17. März 1993     | Trabzonspor  | Hüseyin Avni Aker Stadı, Trabzon | 1:3 (0:2) | 1:2 Şükür (84.)                                                         | Kerimoğlu (38.), M. Korkmaz (43.), Y. Altıntaş (78.) |

#### Finale

##### Hinspiel
| Paarung              | Galatasaray Istanbul – Beşiktaş Istanbul |
| Ergebnis             | 1:0 (1:0) |
| Datum                | 24. März 1993 um 13:00 Uhr |
| Stadion              | Ali Sami Yen Stadyumu, Istanbul |
| Schiedsrichter       | Bülent Yavuz |
| Tore                 | 1:0 Erdal Keser (44. Kerimoğlu) |
| Galatasaray Istanbul | Hayrettin Demirbaş – Reinhard Stumpf (86. ), Bülent Korkmaz, Mert Korkmaz, Falko Götz – Suat Kaya (80. ), Tugay Kerimoğlu, Hamza Hamzaoğlu, Erdal Keser – Arif Erdem, Hakan Şükür Ersatzbank: Nezih Ali Boloğlu, İsmail Demiriz, Uğur Tütüneker (80. ), Şevket Candar (86. ), Torsten Gütschow Cheftrainer: Karl-Heinz Feldkamp ( Deutschland) |
| Beşiktaş Istanbul    | Jarosław Bako – Ulvi Güveneroğlu, Recep Çetin, Mutlu Topçu, Ali Günçar – Rıza Çalımbay , Fany Madida, Mehmet Özdilek, Metin Tekin (80. ) – Feyyaz Uçar, Mitar Mrkela (65. ) Ersatzbank: Metin Akçevre, Kadir Akbulut, Yusuf Tokaç (65. ), Turan Uzun (80. ), Zeki Önaltı Cheftrainer: Gordon Milne ( England)                                  |
| Gelbe Karten         | Mert Korkmaz (14.), Hakan Şükür (65.), Erdal Keser (75.) – Recep Çetin (14.) |

##### Rückspiel
| Paarung              | Beşiktaş Istanbul – Galatasaray Istanbul |
| Ergebnis             | 2:2 (1:2) |
| Datum                | 7. April 1993 um 17:00 Uhr |
| Stadion              | Inönü Stadı, Istanbul |
| Schiedsrichter       | Ahmet Çakar (Istanbul) |
| Tore                 | 0:1 Hakan Şükür (2. Erdem) 0:2 Arif Erdem (26.) 1:2 Feyyaz Uçar (44.) 2:2 Ulvi Güveneroğlu (84. Tekin) |
| Beşiktaş Istanbul    | Jarosław Bako – Kadir Akbulut, Recep Çetin, Mutlu Topçu, Ali Günçar (75. ) – Rıza Çalımbay , Fany Madida, Mehmet Özdilek, Ulvi Güveneroğlu, Turan Uzun (62. ) – Feyyaz Uçar Ersatzbank: Metin Akçevre, Şenol Fidan, Mitar Mrkela (62. ), Metin Tekin (75. ), Zeki Önaltı Cheftrainer: Gordon Milne ( England)                                    |
| Galatasaray Istanbul | Hayrettin Demirbaş – Reinhard Stumpf, Bülent Korkmaz, Yusuf Altıntaş (55. ), Falko Götz – Suat Kaya, Tugay Kerimoğlu, Hamza Hamzaoğlu, Erdal Keser – Arif Erdem, Hakan Şükür (75. ) Ersatzbank: Nezih Ali Boloğlu, İsmail Demiriz, Uğur Tütüneker (75. ), Şevket Candar (55. ), Torsten Gütschow Cheftrainer: Karl-Heinz Feldkamp ( Deutschland) |
| Gelbe Karten         | Turan Uzun (10.), Ali Günçar (52.), Kadir Akbulut (80.) – Hayrettin Demirbaş (19.), Erdal Keser (25.) Suat Kaya (25.) |
| Platzverweise        | Kadir Akbulut (81.) – Suat Kaya (27.) |
|                      | keine – Falko Götz (60. Notbremse) |

### UEFA-Pokal
| Runde              | Datum              | Gegner              | Ort                             | Ergebnis  | Tor(e) für Galatasaray Istanbul                       | Karte(n) für Galatasaray Istanbul                           |
| ------------------ | ------------------ | ------------------- | ------------------------------- | --------- | ----------------------------------------------------- | ----------------------------------------------------------- |
| 1. Runde-Hinspiel  | 16. September 1992 | GKS Katowice        | Stadion GKS Katowice, Katowice  | 0:0       | keine                                                 | M. Altıntaş (56.), Y. Altıntaş (67.)                        |
| 1. Runde-Rückspiel | 29. September 1992 | GKS Katowice        | Ali Sami Yen Stadyumu, Istanbul | 2:1 (1:0) | 1:0 Şükür (30.), 2:0 Götz (55. Foulelfmeter)          | Keser (14.), B. Korkmaz (17.), Şükür (65.), Hamzaoğlu (82.) |
| 2. Runde-Hinspiel  | 21. Oktober 1992   | Eintracht Frankfurt | Waldstadion, Frankfurt am Main  | 0:0       | keine                                                 | keine                                                       |
| 2. Runde-Rückspiel | 4. November 1992   | Eintracht Frankfurt | Ali Sami Yen Stadyumu, Istanbul | 1:0 (1:0) | 1:0 Tütüneker (6.)                                    | M. Altıntaş (40.)                                           |
| 3. Runde-Hinspiel  | 25. November 1992  | AS Rom              | Olympiastadion, Rom             | 1:3 (0:0) | 1:2 Şükür (85.)                                       | Bolić (12.), Keser (17.), B. Korkmaz (66.), Tütüneker (38.) |
| 3. Runde-Rückspiel | 9. Dezember 1992   | AS Rom              | Ali Sami Yen Stadyumu, Istanbul | 3:2 (1:1) | 1:1 Kocabey (22.), 2:2 Kocabey (58.), 3:2 Erdem (75.) | Götz (64.)                                                  |

### Cumhurbaşkanlığı Kupası
| Galatasaray Istanbul (Meister/Pokalsieger)              | Galatasaray Istanbul (Meister/Pokalsieger) | Beşiktaş Istanbul (Vizemeister) | Beşiktaş Istanbul (Vizemeister) |
| ------------------------------------------------------- | --- | --- | ------------------------------- |
| Galatasaray Istanbul (Meister/Pokalsieger)              | \| 14. August 1993 um 17:00 Uhr in Ankara (19 Mayıs Stadı) \| \| Ergebnis: 2:0 (1:0) \| \| Schiedsrichter: Erman Toroğlu \| \| Spielbericht \| | \| 14. August 1993 um 17:00 Uhr in Ankara (19 Mayıs Stadı) \| \| Ergebnis: 2:0 (1:0) \| \| Schiedsrichter: Erman Toroğlu \| \| Spielbericht \| | Beşiktaş Istanbul (Vizemeister) |
| Galatasaray Istanbul (Meister/Pokalsieger)              | Hayrettin Demirbaş – Soner Tolungüç, Bülent Korkmaz, Mert Korkmaz, Hamza Hamzaoğlu – Falko Götz, Yusuf Tepekule, Tugay Kerimoğlu, Mustafa Kocabey (70. ), Suat Kaya – Hakan Şükür Ersatzbank: Nezih Ali Boloğlu, İsmail Demiriz, Cengizhan Hınçal, Benhur Babaoğlu (70. ) Cheftrainer: Reiner Hollmann ( Deutschland) | Şener Kurtulmuş – Ulvi Güveneroğlu, Mutlu Topçu, Ali Günçar, Gökhan Keskin – Rıza Çalımbay , Fany Madida, Sergen Yalçın, Mehmet Özdilek, Yusuf Tokaç – Hüseyin Demirbay Ersatzbank: Zafer Öğer, Alpay Özalan, Kadir Akbulut, Ali Gültiken Cheftrainer: Gordon Milne ( England) | Beşiktaş Istanbul (Vizemeister) |
| Galatasaray Istanbul (Meister/Pokalsieger)              | 1:0 Mustafa Kocabey (1.) 2:0 Hakan Şükür (64. Kocabey) | | Beşiktaş Istanbul (Vizemeister) |
| Galatasaray Istanbul (Meister/Pokalsieger)              | Gökhan Keskin (60.) | | Beşiktaş Istanbul (Vizemeister) |
| 14. August 1993 um 17:00 Uhr in Ankara (19 Mayıs Stadı) | | |                                 |
| Ergebnis: 2:0 (1:0)                                     | | |                                 |
| Schiedsrichter: Erman Toroğlu                           | | |                                 |
| Spielbericht                                            | | |                                 |

### TSYD Kupası
| Datum           | Gegner              | Ort                             | Ergebnis  | Tor(e) für Galatasaray Istanbul                    | Karte(n) für Galatasaray Istanbul            |
| --------------- | ------------------- | ------------------------------- | --------- | -------------------------------------------------- | -------------------------------------------- |
| 12. August 1992 | Beşiktaş Istanbul   | Ali Sami Yen Stadyumu, Istanbul | 3:2 (2:1) | 1:0 Buruk (22.), 2:1 Candar (37.), 3:2 Buruk (89.) | Keser (15.), Y. Altıntaş (35.)               |
| 16. August 1992 | Fenerbahçe Istanbul | İnönü Stadı, Istanbul           | 3:2 (1:2) | 1:0 Şükür (2.), 2:2 Götz (83.), 3:2 Götz (90.)     | Götz (38.), Kerimoğlu (47.), Kerimoğlu (67.) |

## Statistiken

### Teamstatistik
| Wettbewerb     | Punkte | daheim | daheim | daheim | daheim | daheim | auswärts | auswärts | auswärts | auswärts | auswärts | Gesamt | Gesamt | Gesamt | Gesamt | Gesamt | Tordifferenz |
| Wettbewerb     | Punkte | Sp     | G      | U      | N      | TV     | Sp       | G        | U        | N        | TV       | Sp     | G      | U      | N      | TV     | Tordifferenz |
| -------------- | ------ | ------ | ------ | ------ | ------ | ------ | -------- | -------- | -------- | -------- | -------- | ------ | ------ | ------ | ------ | ------ | ------------ |
| 1. Lig         | 66     | 15     | 10     | 3      | 2      | 40:13  | 15       | 10       | 3        | 2        | 34:8     | 30     | 20     | 6      | 4      | 74:21  | +53          |
| Türkiye Kupası | –      | 3      | 3      | 0      | 0      | 6:0    | 3        | 1        | 1        | 1        | 7:6      | 6      | 4      | 1      | 1      | 13:6   | +7           |
| UEFA-Pokal     | –      | 3      | 3      | 0      | 0      | 6:3    | 3        | 0        | 2        | 1        | 1:3      | 6      | 3      | 2      | 1      | 7:6    | +1           |
| Gesamt         | 66     | 21     | 16     | 3      | 2      | 52:16  | 21       | 11       | 6        | 4        | 42:17    | 42     | 27     | 9      | 6      | 94:32  | +61          |

### Saisonverlauf
| Spieltag | 1 | 2 | 3 | 4 | 5 | 6 | 7 | 8 | 9 | 10 | 11 | 12 | 13 | 14 | 15 | 16 | 17 | 18 | 19 | 20 | 21 | 22 | 23 | 24 | 25 | 26 | 27 | 28 | 29 | 30 |
| -------- | - | - | - | - | - | - | - | - | - | -- | -- | -- | -- | -- | -- | -- | -- | -- | -- | -- | -- | -- | -- | -- | -- | -- | -- | -- | -- | -- |
| Spielort | A | H | A | H | A | H | A | H | A | H  | A  | H  | A  | A  | H  | H  | A  | H  | A  | H  | A  | H  | A  | H  | A  | H  | A  | H  | H  | A  |
| Resultat | S | N | S | S | U | U | S | S | S | N  | U  | U  | S  | S  | S  | S  | N  | S  | S  | S  | N  | S  | S  | S  | S  | S  | U  | S  | U  | S  |
| Platz    | 5 | 9 | 7 | 5 | 5 | 6 | 5 | 4 | 3 | 4  | 4  | 4  | 3  | 3  | 2  | 2  | 3  | 3  | 3  | 2  | 3  | 3  | 3  | 2  | 1  | 1  | 2  | 1  | 1  | 1  |

Quelle: https://www.weltfussball.de/spielplan/tur-sueperlig-1992-1992
Legende: Spielort: H = Heim; A = Auswärts. Resultat: S = Sieg; U = Unentschieden; N = Niederlage

### Spielerstatistiken
| Spieler             | 1. Lig   | 1. Lig | 1. Lig      | 1. Lig     | Türkiye Kupası/Cumhurbaşkanlığı Kupası | Türkiye Kupası/Cumhurbaşkanlığı Kupası | Türkiye Kupası/Cumhurbaşkanlığı Kupası | Türkiye Kupası/Cumhurbaşkanlığı Kupası | UEFA-Pokal | UEFA-Pokal | UEFA-Pokal  | UEFA-Pokal | TSYD Kupası | TSYD Kupası | TSYD Kupası | TSYD Kupası | Total    | Total | Total       | Total      |
| Spieler             | Einsätze | Tore   | Gelbe Karte | Rote Karte | Einsätze                               | Tore                                   | Gelbe Karte                            | Rote Karte                             | Einsätze   | Tore       | Gelbe Karte | Rote Karte | Einsätze    | Tore        | Gelbe Karte | Rote Karte  | Einsätze | Tore  | Gelbe Karte | Rote Karte |
| ------------------- | -------- | ------ | ----------- | ---------- | -------------------------------------- | -------------------------------------- | -------------------------------------- | -------------------------------------- | ---------- | ---------- | ----------- | ---------- | ----------- | ----------- | ----------- | ----------- | -------- | ----- | ----------- | ---------- |
| Muhammed Altıntaş   | 11       | 0      | 1           | 1          | 0                                      | 0                                      | 0                                      | 0                                      | 5          | 0          | 2           | 0          | 0           | 0           | 0           | 0           | 16       | 0     | 3           | 1          |
| Yusuf Altıntaş      | 22       | 2      | 3           | 0          | 4                                      | 0                                      | 1                                      | 0                                      | 5          | 0          | 1           | 0          | 1           | 0           | 1           | 0           | 32       | 2     | 6           | 0          |
| Benhur Babaoğlu     | 0        | 0      | 0           | 0          | 1                                      | 0                                      | 0                                      | 0                                      | 0          | 0          | 0           | 0          | 0           | 0           | 0           | 0           | 1        | 0     | 0           | 0          |
| Elvir Bolić         | 8        | 2      | 0           | 0          | 0                                      | 0                                      | 0                                      | 0                                      | 5          | 0          | 1           | 0          | 1           | 0           | 0           | 0           | 14       | 2     | 1           | 0          |
| Nezih Ali Boloğlu   | 0        | 0      | 0           | 0          | 0                                      | 0                                      | 0                                      | 0                                      | 0          | 0          | 0           | 0          | 0           | 0           | 0           | 0           | 0        | 0     | 0           | 0          |
| Okan Buruk          | 15       | 0      | 2           | 0          | 1                                      | 0                                      | 0                                      | 0                                      | 5          | 0          | 0           | 0          | 2           | 2           | 0           | 0           | 23       | 2     | 2           | 0          |
| Şevket Candar       | 10       | 1      | 2           | 0          | 3                                      | 0                                      | 0                                      | 0                                      | 0          | 0          | 0           | 0          | 2           | 1           | 0           | 0           | 15       | 2     | 2           | 0          |
| Hayrettin Demirbaş  | 30       | 0      | 2           | 0          | 7                                      | 0                                      | 1                                      | 0                                      | 6          | 0          | 0           | 0          | 2           | 0           | 0           | 0           | 45       | 0     | 3           | 0          |
| Fahredin Duraku     | 0        | 0      | 0           | 0          | 0                                      | 0                                      | 0                                      | 0                                      | 0          | 0          | 0           | 0          | 0           | 0           | 0           | 0           | 0        | 0     | 0           | 0          |
| İsmail Demiriz      | 13       | 0      | 0           | 0          | 2                                      | 0                                      | 0                                      | 0                                      | 3          | 0          | 0           | 0          | 2           | 0           | 0           | 0           | 20       | 0     | 0           | 0          |
| Arif Erdem          | 15       | 3      | 3           | 0          | 3                                      | 1                                      | 0                                      | 0                                      | 1          | 1          | 0           | 0          | 1           | 0           | 0           | 0           | 20       | 5     | 3           | 0          |
| Tolga Eriş          | 0        | 0      | 0           | 0          | 0                                      | 0                                      | 0                                      | 0                                      | 0          | 0          | 0           | 0          | 0           | 0           | 0           | 0           | 0        | 0     | 0           | 0          |
| Falko Götz          | 28       | 12     | 3           | 0          | 6                                      | 1                                      | 0                                      | 1                                      | 6          | 1          | 1           | 0          | 2           | 2           | 1           | 0           | 42       | 16    | 5           | 1          |
| Torsten Gütschow    | 15       | 10     | 1           | 0          | 4                                      | 2                                      | 0                                      | 0                                      | 0          | 0          | 0           | 0          | 0           | 0           | 0           | 0           | 19       | 12    | 1           | 0          |
| Hamza Hamzaoğlu     | 26       | 2      | 1           | 0          | 7                                      | 0                                      | 0                                      | 0                                      | 3          | 0          | 1           | 0          | 2           | 0           | 0           | 0           | 38       | 2     | 2           | 0          |
| Tayfun Hut          | 1        | 0      | 0           | 0          | 0                                      | 0                                      | 0                                      | 0                                      | 1          | 0          | 0           | 0          | 1           | 0           | 0           | 0           | 3        | 0     | 0           | 0          |
| Suat Kaya           | 8        | 0      | 2           | 0          | 4                                      | 0                                      | 0                                      | 1                                      | 1          | 0          | 0           | 0          | 2           | 0           | 0           | 0           | 15       | 0     | 2           | 1          |
| Tugay Kerimoğlu     | 25       | 5      | 2           | 1          | 7                                      | 1                                      | 1                                      | 0                                      | 5          | 0          | 0           | 0          | 2           | 0           | 1           | 1           | 39       | 6     | 4           | 2          |
| Erdal Keser         | 16       | 3      | 5           | 0          | 5                                      | 4                                      | 3                                      | 0                                      | 2          | 0          | 2           | 0          | 2           | 0           | 1           | 0           | 25       | 7     | 11          | 0          |
| Mustafa Kocabey     | 15       | 10     | 0           | 0          | 3                                      | 2                                      | 0                                      | 0                                      | 2          | 2          | 0           | 0          | 2           | 0           | 0           | 0           | 22       | 14    | 0           | 0          |
| Bülent Korkmaz      | 29       | 1      | 6           | 0          | 7                                      | 0                                      | 0                                      | 0                                      | 5          | 0          | 2           | 0          | 2           | 0           | 0           | 0           | 43       | 1     | 8           | 0          |
| Mert Korkmaz        | 23       | 0      | 1           | 1          | 6                                      | 0                                      | 2                                      | 0                                      | 5          | 0          | 0           | 0          | 0           | 0           | 0           | 0           | 34       | 0     | 3           | 1          |
| Seyfettin Kurtulmuş | 1        | 0      | 0           | 0          | 0                                      | 0                                      | 0                                      | 0                                      | 0          | 0          | 0           | 0          | 0           | 0           | 0           | 0           | 1        | 0     | 0           | 0          |
| Reinhard Stumpf     | 26       | 2      | 6           | 1          | 6                                      | 0                                      | 0                                      | 0                                      | 6          | 0          | 0           | 0          | 0           | 0           | 0           | 0           | 38       | 2     | 6           | 1          |
| Hakan Şükür         | 30       | 19     | 1           | 0          | 7                                      | 4                                      | 1                                      | 0                                      | 6          | 2          | 1           | 0          | 2           | 1           | 0           | 0           | 45       | 26    | 3           | 0          |
| Yusuf Tepekule      | 0        | 0      | 0           | 0          | 1                                      | 0                                      | 0                                      | 0                                      | 0          | 0          | 0           | 0          | 0           | 0           | 0           | 0           | 1        | 0     | 0           | 0          |
| Uğur Tütüneker      | 20       | 2      | 0           | 1          | 5                                      | 0                                      | 0                                      | 0                                      | 5          | 1          | 0           | 1          | 1           | 0           | 0           | 0           | 31       | 3     | 0           | 2          |